# Neocrangon communis
Neocrangon communis is een garnalensoort uit de familie van de Crangonidae. De wetenschappelijke naam van de soort is voor het eerst geldig gepubliceerd in 1899 door Rathbun.